# 대한민국 국회 법제사법위원회
법제사법위원회(法制司法委員會, 영어: Legislation and Judiciary Committee)는 법제·사법에 관한 국회의 의사결정기능을 실질적으로 수행하는 국회 상임위원회이다. 탄핵 소추에 관한 사항과 법률안·국회 규칙안의 체계·형식과 자구의 심사에 관한 사항도 관장한다.

## 설치 근거 및 소관 업무

### 설치 근거
- 국회법 [법률 제5호, 1948.10.02 제정] 제16조[1]

### 소관 업무
- 법무부, 법제처, 감사원, 헌법재판소, 법원 및 군사법원의 사법행정의 소관에 속하는 의안과 청원 등의 심사, 기타 법률에서 정하는 직무를 수행한다.

## 연혁
- 1948년 10월 2일: 법제사법위원회를 설치.

## 직무
- 법무부 소관에 속하는 사항
- 법제처 소관에 속하는 사항
- 감사원 소관에 속하는 사항
- 헌법재판소 사무에 관한 사항
- 법원·군사법원의 사법행정에 관한 사항
- 탄핵소추에 관한 사항
- 법률안·국회규칙안의 체계·형식과 자구의 심사에 관한 사항

## 소관 부처
- 법무부
  - 검찰청
  - 대한법률구조공단
  - 정부법무공단
  - 한국법무보호복지공단
  - IOM이민정책연구원
- 법제처
- 감사원
- 헌법재판소
- 대법원
- 법원 및 군사법원의 사법행정

## 위원 명단
| 위원정수 | 현원   | 더불어민주당 | 국민의힘 | 비교섭단체                   |
| 18       | 18     | 11 | 6 | 1                            |
| -------- | ------ | --- | --- | ---------------------------- |
| 위원장   | 위원장 | 이춘석 | - | -                            |
| 간사     | 간사   | 김승원 | 유상범 | -                            |
| 위원     | 위원   | - 김승원 - 경기 수원시 갑 - 김용민 - 경기 남양주시 갑 - 박균택 - 광주 광산구 갑 - 박지원 - 전남 해남군완도군진도군 - 서영교 - 서울 중랍구 갑 - 이건태 - 경기 부천시 병 - 이성윤 - 전북 전주시 을 - 장경태 - 서울 동대문구 을 - 전현희 - 서울 중구성동구 갑 | - 곽규택 - 부산 서구동구 - 유상범 - 강원 홍천·횡성·영월·평창 - 장동혁 - 충남 보령시·서천군 - 박준태 - 비례대표 - 조배숙 - 비례대표 - 주진우 - 부산 해운대 갑 | 박은정 - 조국혁신당 비례대표 |

### 소위원회
| 소위원회                       | 소위원회 | 의원                                                                                      | 의원                                | 의원       |
| 소위원회                       | 소위원회 | 더불어민주당                                                                              | 국민의힘                            | 비교섭단체 |
| ------------------------------ | -------- | ----------------------------------------------------------------------------------------- | ----------------------------------- | ---------- |
| 법안심사제1소위원회 (7인)      | 소위원장 | 김승원                                                                                    | -                                   | -          |
| 법안심사제1소위원회 (7인)      | 소위원   | - 박균택 (朴均澤) - 서영교 (徐瑛敎) - 이성윤 (李盛潤) - 전현희 (全賢姬)                   | - 유상범 (劉相凡) - 장동혁 (張東赫) |            |
| 법안심사제2소위원회 (7인)      | 소위원장 | 장경태                                                                                    | -                                   | -          |
| 법안심사제2소위원회 (7인)      | 소위원   | - 김승원 (金勝源) - 김용민 (金容民) - 박지원 (朴智元) - 이건태 (李建泰) - 이성윤 (李盛潤) |                                     | - 박은정   |
| 예산결산기금심사소위원회 (5인) | 소위원장 | 전현희                                                                                    | -                                   | -          |
| 예산결산기금심사소위원회 (5인) | 소위원   | - 박균택 (朴均澤) - 이건태 (李建泰) - 이성윤 (李盛潤) - 장경태 (張耿態)                   |                                     |            |
| 청원심사소위원회 (5인)         | 소위원장 | 김용민                                                                                    | -                                   | -          |
| 청원심사소위원회 (5인)         | 소위원   | - 김승원 (金勝源) - 박지원 (朴智元) - 서영교 (徐瑛敎)                                     | - 유상범 (劉相凡)                   |            |

## 역대 위원장
| 회기 | 회기 | 이름           | 정당         | 선거구                    | 선수 |
| ---- | ---- | -------------- | ------------ | ------------------------- | ---- |
| 20대 | 전반 | 권성동(權性東) | 새누리당     | 강원 강릉시               | 3선  |
| 20대 | 후반 | 여상규(余尙奎) | 자유한국당   | 경남 사천시-하동군-남해군 | 3선  |
| 21대 | 전반 | 윤호중(尹昊重) | 더불어민주당 | 경기 구리시               | 4선  |
| 21대 | 전반 | 박광온(朴洸瑥) | 더불어민주당 | 경기 수원시 정            | 3선  |
| 21대 | 후반 | 김도읍(金度邑) | 국민의힘     | 부산 북구·강서구 을       | 3선  |
| 22대 | 전반 | 정청래(鄭淸來) | 더불어민주당 | 서울 마포구 을            | 4선  |
| 22대 | 후반 | 이춘석(李春錫) | 더불어민주당 | 전북 익산시               | 4선  |

## 소관 법률

### 법무부
- 실화책임에 관한 법률
- 재외동포의 출입국과 법적 지위에 관한 법률
- 국적법
- 재한외국인 처우 기본법
- 출입국관리법
- 형의 집행 및 수용자의 처우에 관한 법률
- s: 대한민국 민영교도소등의설치·운영에관한법률
- 교정시설경비교도대설치법
- 교도작업특별회계법
- 교도작업관용법
- 범죄피해자보호법
- 법률구조법
- 법교육지원법
- 특정성폭력범죄자에대한위치추적전자장치부착에관한법률소년원법
- 소년원법
- 보호관찰등에관한법률
- 치료감호법
- 소년법
- 부정선거관련자처벌법
- 공중등협박목적을위한자금조달행위의금지에관한법률
- 인신보호법
- 국민의형사재판참여에관한법률
- 국제형사재판소관할범죄의처벌등에관한법률
- 소송촉진등에관한특례법
- 성매매알선등행위의처벌에관한법률
- 환경범죄의단속에관한특별조치법
- 형의실효등에관한법률
- 형사소송비용등에관한법률
- 형사소송법
- 형사보상법
- 형법
- 헌정질서파괴범죄의공소시효등에관한특례범
- 폭력행위등처벌에관한법률
- 특정범죄신고자등보호법특정범죄신고자등보호법
- 특정범죄가중처벌등에관한법률
- 특정금융거래정보의보고및이용등에관한법률
- 특정경제범죄가중처벌등에관한법률
- 특정강력범죄의처벌에관한특례법
- 통신비밀보호법
- 즉결심판에관한절차법
- 정치활동정화법
- 5·18민주화운동등에관한특별법
- 성폭력범죄의처벌및피해자보호등에관한법률
- 선박및해상구조물에대한위해행위의처벌등에관한법률
- 사법경찰관리의직무를행할자와그직무범위에관한법률
- 사면법
- 비영리법인의임원처벌에관한법률
- 부정수표단속법
- 보안관찰법
- 보건범죄단속에관한특별조치법
- 법원조직법
- 법관징계법
- 법관등의보수에관한법률
- 범죄피해자구조법
- 범죄인인도법
- 범죄수익은닉의규제및처벌등에관한법률
- 벌금등임시조치법
- 몰수금품등처리에관한임시특례법
- 마약류불법거재방지에관한특례법
- 대한민국과 아메리카합중국 간의 상호방위조약 제4조에 의한 시설과 구역 및 대한민국에서의 합중국 군대의 지위에 관한 협정의 시행에 관한 형사특별법
- 군용물등범죄에관한특별조치법
- 국제형사사법공조법
- 국제수형자이송법
- 국제상거래에있어서외국공무원에대한뇌물방지법
- 국내재산도피방지법
- 국가보안법
- 교통사고처리특례법
- 공무원범죄에관한몰수특례법
- 검찰청법
- 검사징계법
- 검사정원법
- 검사의보수에관한법률
- 각급법원판사등정원법
- 각급법원의설치와관할구역에관한법률
- 가정폭력범죄의처벌등에관한특례법
- 불법정치자금등의몰수에관한특례법
- 채무자회생및파산에관한법률
- 혼인신고특례법
- 헌법재판소법
- 행정소송법
- 항공기저당법
- 한국법학원육성법
- 포획심판령
- 집행관법
- 집합건물의소유및관리에관한법률
- 질서위반행위규제법
- 증권관련집단소송법
- 중재법
- 주택임대차보호법
- 제조물책임법
- 정부법무공단법
- 전자어음의발행및유통에관한법률
- 전자서명법
- 전자거래기본법
- 재외국민의가족관계등록창설,가족관계등록부정정및가족관계등록부정리에관한특례법
- 자동차저당법
- 입목에관한법률
- 인지첩부및공탁제공에관한특례법
- 이자제한법
- 유실물법
- 원격영상재판에관한특례법
- 외국인의서명날인에관한법률
- 어음법
- 실화책임에관한법률
- 신탁법
- 신원보증법
- 민사소송법
- 민사소송등인지법
- 민법·민사소송법시행에관한임시조치법
- 민법
- 등기특별회계법
- 독촉절차에의전자문서이용등에관한법률
- 대한민국과 아메리카합중국 간의 상호방위조약 제4조에 의한 시설과 구역 및 대한민국에서의 합중국 군대의 지위에 관한 협정의시행에 관한 민사특별법
- 국제사법
- 국제민사사법공조법
- 수표법
- 수복지역내소유자미복구토지의복구등록과보존등에관한특별조치법
- 소형선박저당법
- 소액사건심판법
- 소송촉진등에관한특례법
- 선박소유자등의책임제한절차에관한법률
- 상업등기법
- 상법시행법
- 상법
- 상가건물임대차보호법
- 사법시험법
- 상고심절차에관한특례법
- 비송사건절차법
- 부재선고등에관한특별조치법
- 부동산실권리자명의등기에관한법률
- 부동산소유권이전등기에관한특별조치법
- 부동산등기특별조치법
- 부동산등기법
- 보증인보호를위한특별법
- 변호사법
- 법인등의등기에관한사항에관한특례법
- 법원재난에기인한민형사사건의임시조치법
- 법무사법
- 민사집행법
- 민사조정법
- 민사소송비용법
- 국가에귀속하는상속재산이전에관한법률
- 국가배상법
- 국가를당사자로하는소송에관한법률
- 국·공유부동산의등기촉탁에관한법률
- 광업재단저당법
- 공탁법
- 공증인법
- 공장저당법
- 공익법인의 설립·운영에 관한 법률
- 공익법무관에관한법률
- 간이소청절차에의한귀속해제결정의확인에관한법률
- 가족관계의등록등에관한법률
- 가사소송법
- 가등기담보등에관한법률

### 감사원
- 회계관계직원등의책임에관한법률
- 감사원법

### 헌법재판소
- 헌법재판소법

### 법원
- 각급법원판사정원법
- 각급법원의설치와관할구역에관한법률
- 법원조직법
- 법관징계법
- 집행관법
- 법무사법
- 각종소송및소송절차에관한법률

### 군사법원
- 군법무관임용등에관한법률
- 군행형법
- 군형법
- 군사법원법
- 군용물등범죄에관한특별조치법

### 친일반민족행위자재산조사위원회
- 친일반민족행위자재산의국가귀속에관한특별법